# Verdigny
Verdigny est une commune française située dans le département du Cher, en région Centre-Val de Loire.
Situé dans le Nord-Est du département du Cher, Verdigny se trouve en plein cœur du vignoble sancerrois. Ce village est reconnu pour la qualité de ses vins en AOC Sancerre, de ses terroirs et le savoir-faire de ses vignerons.
Verdigny est la plus petite commune du canton de Sancerre (499 ha), entourée par les communes de Sury-en-Vaux au nord, de Saint-Satur à l’est, de Sancerre au sud et de Menetou-Râtel à l’ouest. Son territoire est fortement marqué par deux chaînes de collines (à l'ouest, les côtes de Verdigny et de Chaudoux, à l'est et au sud, la Crêle, la Perrière et les Renardières) ; entre les deux, s’étend une plaine légèrement vallonnée. Des sources alimentent des fontaines, des puits et une ancienne station de pompage dans un terrain à dominante calcaire. Le lieu-dit la Perrière abrite une ancienne carrière de pierre.

## Urbanisme

### Typologie
Au 1er janvier 2024, Verdigny est catégorisée commune rurale à habitat dispersé, selon la nouvelle grille communale de densité à 7 niveaux définie par l'Insee en 2022.
Elle est située hors unité urbaine. Par ailleurs la commune fait partie de l'aire d'attraction de Saint-Satur - Sancerre, dont elle est une commune de la couronne,. Cette aire, qui regroupe 14 communes, est catégorisée dans les aires de moins de 50 000 habitants,.

### Occupation des sols
L'occupation des sols de la commune, telle qu'elle ressort de la base de données européenne d’occupation biophysique des sols Corine Land Cover (CLC), est marquée par l'importance des territoires agricoles (89,6 % en 2018), en diminution par rapport à 1990 (94,7 %). La répartition détaillée en 2018 est la suivante : 
cultures permanentes (59,7 %), terres arables (26,8 %), zones urbanisées (10,4 %), zones agricoles hétérogènes (3,1 %).
L'évolution de l’occupation des sols de la commune et de ses infrastructures peut être observée sur les différentes représentations cartographiques du territoire : la carte de Cassini (XVIIIe siècle), la carte d'état-major (1820-1866) et les cartes ou photos aériennes de l'IGN pour la période actuelle (1950 à aujourd'hui).

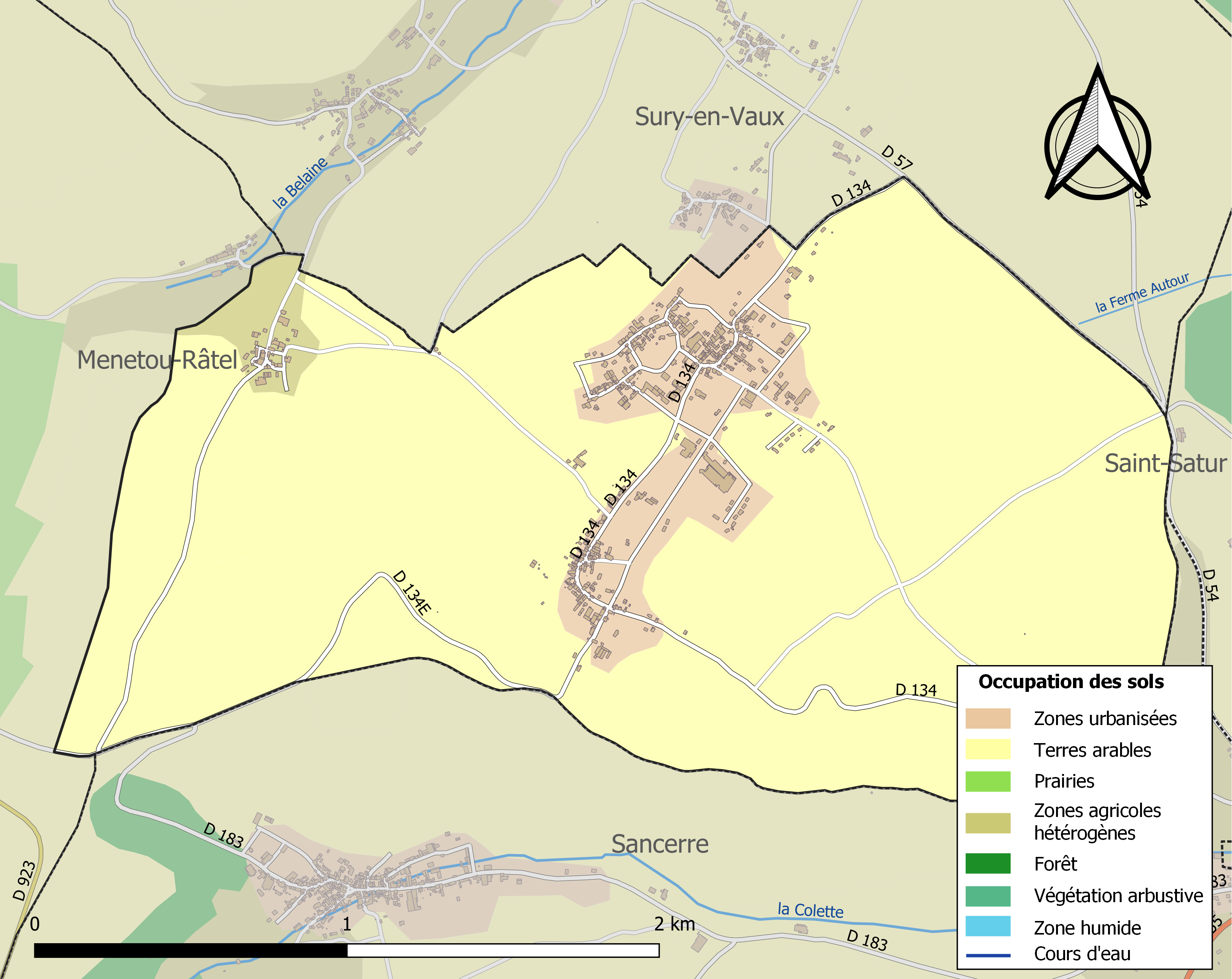
Carte des infrastructures et de l'occupation des sols de la commune en 2018 (CLC).

### Risques majeurs
Le territoire de la commune de Verdigny est vulnérable à différents aléas naturels : météorologiques (tempête, orage, neige, grand froid, canicule ou sécheresse), mouvements de terrains et séisme (sismicité très faible). Un site publié par le BRGM permet d'évaluer simplement et rapidement les risques d'un bien localisé soit par son adresse soit par le numéro de sa parcelle.

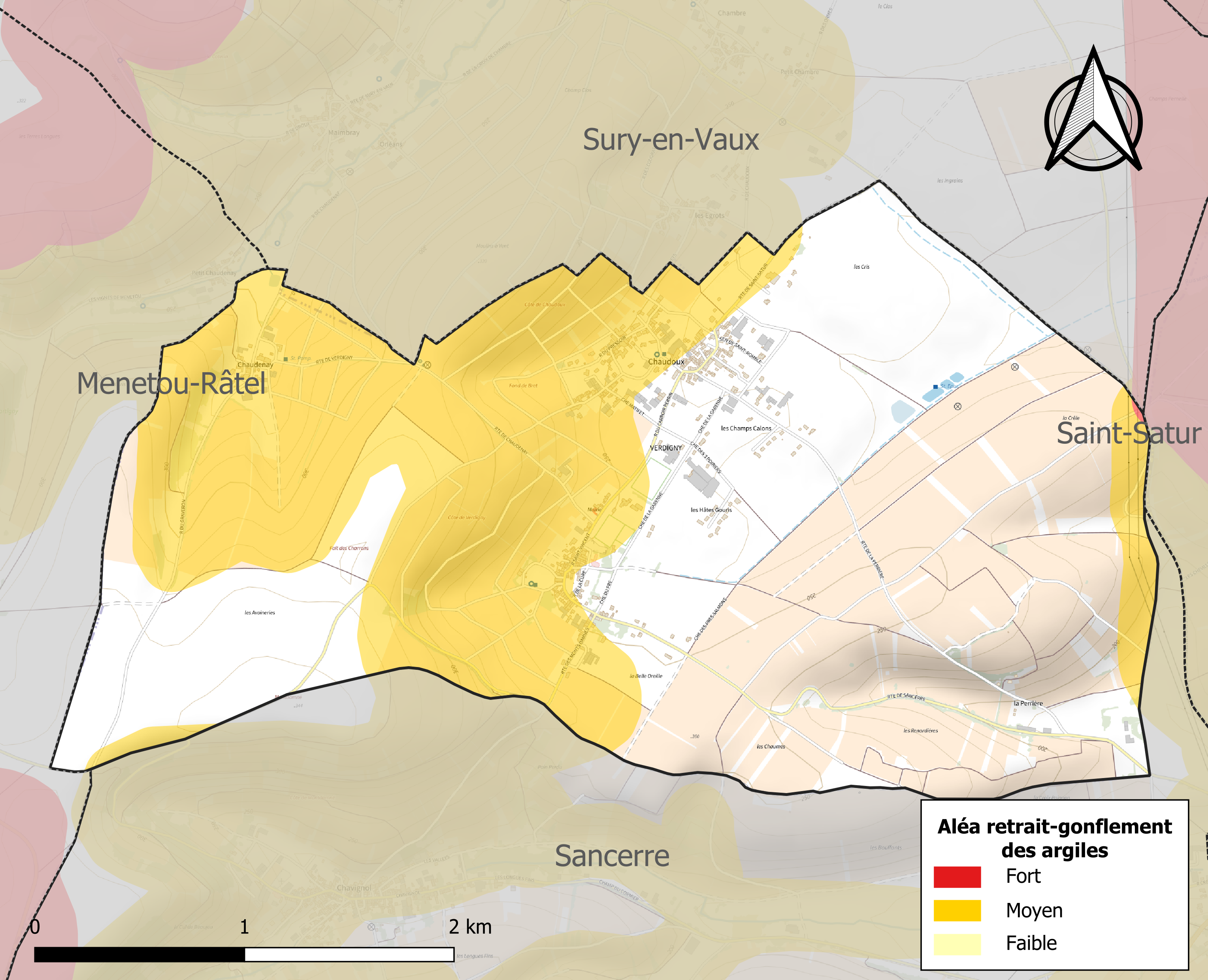
Carte des zones d'aléa retrait-gonflement des sols argileux de Verdigny.

La commune est vulnérable au risque de mouvements de terrains constitué principalement du retrait-gonflement des sols argileux. Cet aléa est susceptible d'engendrer des dommages importants aux bâtiments en cas d’alternance de périodes de sécheresse et de pluie. 38 % de la superficie communale est en aléa moyen ou fort (90 % au niveau départemental et 48,5 % au niveau national). Sur les 191 bâtiments dénombrés sur la commune en 2019, 105 sont en aléa moyen ou fort, soit 55 %, à comparer aux 83 % au niveau départemental et 54 % au niveau national. Une cartographie de l'exposition du territoire national au retrait gonflement des sols argileux est disponible sur le site du BRGM,.
Concernant les mouvements de terrains, la commune a été reconnue en état de catastrophe naturelle au titre des dommages causés par la sécheresse en 2018 et par des mouvements de terrain en 1999.

## Histoire
La présence d'un habitat gallo-romain sur la commune n'a pas laissé de vestiges marquants, la voie romaine Saint-Satur–Orléans traverserait cependant, selon certains historiens, la commune de Verdigny du nord au sud. La première mention de Verdigny date de 1159 (Verdiniacum). La paroisse dépendait au XIIIe siècle du chapitre de Saint-Pierre-le-Puellier (Bourges), également détenteur de la seigneurie de Verdigny dont les origines restent encore incertaines. Cette terre ne dépendait pas du comté de Sancerre. La justice s'exerçait à Sury-en-Vaux et relevait du siège de Concressault.  En 1327, Philippe de Boisgibault, damoiseau, est seigneur d'un fief dans la paroisse de Verdigny-en-Sancerre.
L’abbaye de Saint-Satur détient un pressoir à Chaudoux, cité en 1449 dans une enquête relative à la dîme de Chaudoux. Le 20 août 1620 un "bail à rente et cens de la place du pressoir de Chodoux" est passé entre l’abbé de Saint-Satur et Louis Delaporte laboureur demeurant au village de Chaudoux pour "une place de mazure ou autrefois étoit basty un pressoir dépendant de cette abbaye assis audit Chaudoux paroisse de Verdigny."
Lors du siège de Sancerre par les troupes du roi Charles IX en 1572, Verdigny, proche de la place forte huguenote, servira de lieu de ralliement et de garnison aux troupes de Claude de La Châtre, gouverneur du Berry et sera particulièrement touché par ce conflit armé. L'église de Verdigny sera d’ailleurs en partie détruite par les Protestants. C’est en 1576 que le chapitre de la cathédrale Saint-Étienne de Bourges acquiert la seigneurie de Verdigny.  Il la conservera jusqu’à la Révolution. Le presbytère est vendu comme bien national en 1796. Après être passé entre les mains de plusieurs particuliers, il est racheté par la commune en 1823.

## Politique et administration
| Période                                  | Période   | Identité           | Étiquette   | Qualité                                   |
| ---------------------------------------- | --------- | ------------------ | ----------- | ----------------------------------------- |
| 185.                                     | >1862     | Florent Neveu      |             |                                           |
| 189.                                     |           | François Cottat    |             | Propriétaire                              |
| 193.                                     |           | Adrien Reverdy     |             | Vigneron                                  |
|                                          | mars 1977 | Roland Fleuriet    | RI puis DVD | Vigneron                                  |
| mars 1977                                | mars 2001 | André Dezat        | DVD         | Vigneron                                  |
| mars 2001                                | mars 2014 | Pierre Fleuriet    | SE          | Vigneron                                  |
| mars 2014                                | En cours  | Olivier Gaucheron, |             | Chef d'entreprise de dix salariés ou plus |
| Les données manquantes sont à compléter. |           |                    |             |                                           |

### Politique environnementale
Dans son palmarès 2016, le Conseil National des Villes et Villages Fleuris de France a attribué une fleur à la commune au Concours des villes et villages fleuris.

## Démographie
L'évolution du nombre d'habitants est connue à travers les recensements de la population effectués dans la commune depuis 1793. Pour les communes de moins de 10 000 habitants, une enquête de recensement portant sur toute la population est réalisée tous les cinq ans, les populations de référence des années intermédiaires étant quant à elles estimées par interpolation ou extrapolation. Pour la commune, le premier recensement exhaustif entrant dans le cadre du nouveau dispositif a été réalisé en 2008.

En 2022, la commune comptait 318 habitants, en évolution de +1,92 % par rapport à 2016 (Cher : −2,48 %, France hors Mayotte : +2,11 %).
| 1793 | 1800 | 1806 | 1821 | 1831 | 1836 | 1841 | 1846 | 1851 |
| ---- | ---- | ---- | ---- | ---- | ---- | ---- | ---- | ---- |
| 403  | 405  | 354  | 469  | 498  | 464  | 509  | 519  | 531  |

| 1856 | 1861 | 1866 | 1872 | 1876 | 1881 | 1886 | 1891 | 1896 |
| ---- | ---- | ---- | ---- | ---- | ---- | ---- | ---- | ---- |
| 533  | 536  | 521  | 521  | 525  | 520  | 550  | 553  | 501  |

| 1901 | 1906 | 1911 | 1921 | 1926 | 1931 | 1936 | 1946 | 1954 |
| ---- | ---- | ---- | ---- | ---- | ---- | ---- | ---- | ---- |
| 474  | 485  | 469  | 398  | 382  | 367  | 341  | 296  | 305  |

| 1962 | 1968 | 1975 | 1982 | 1990 | 1999 | 2006 | 2008 | 2013 |
| ---- | ---- | ---- | ---- | ---- | ---- | ---- | ---- | ---- |
| 315  | 323  | 310  | 303  | 299  | 271  | 279  | 281  | 311  |

| 2018 | 2022 | - | - | - | - | - | - | - |
| ---- | ---- | - | - | - | - | - | - | - |
| 306  | 318  | - | - | - | - | - | - | - |

## Économie

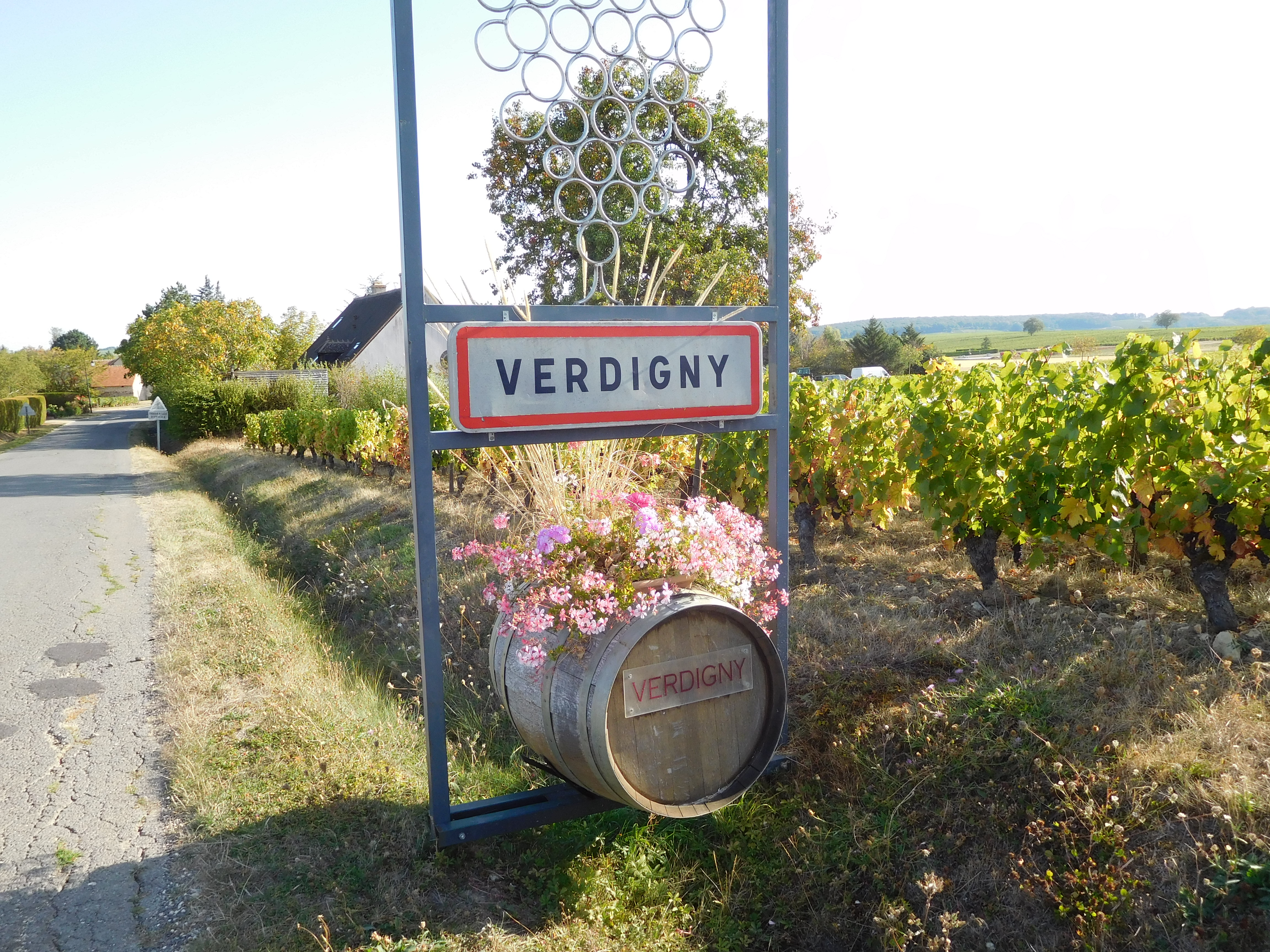
En arrivant à Verdigny...

### Vignoble
Les vignerons de Verdigny exploitent 300 hectares de vignes soit environ 15 % de la superficie totale du vignoble sancerrois.

## Culture locale et patrimoine

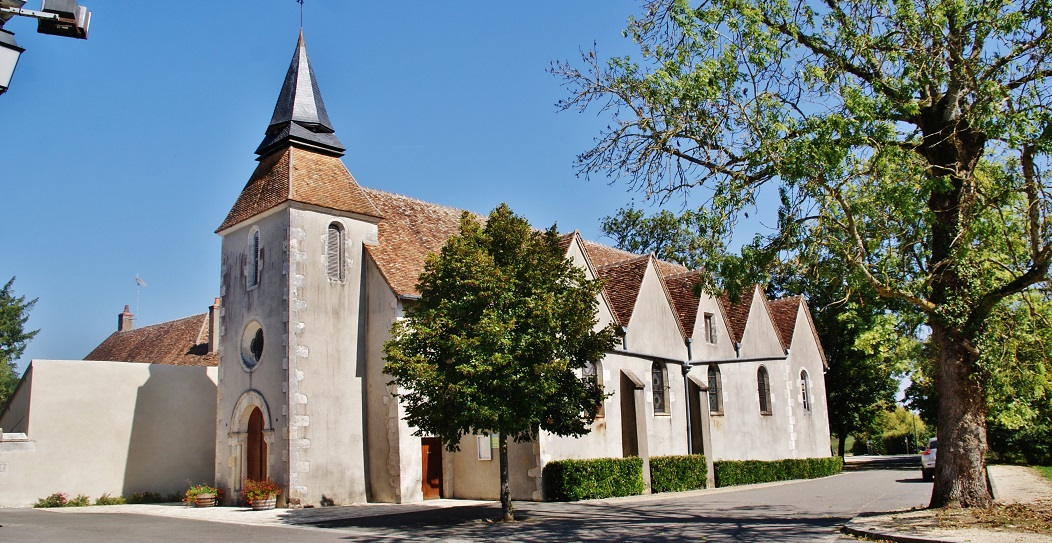
L'église paroissiale de Verdigny.

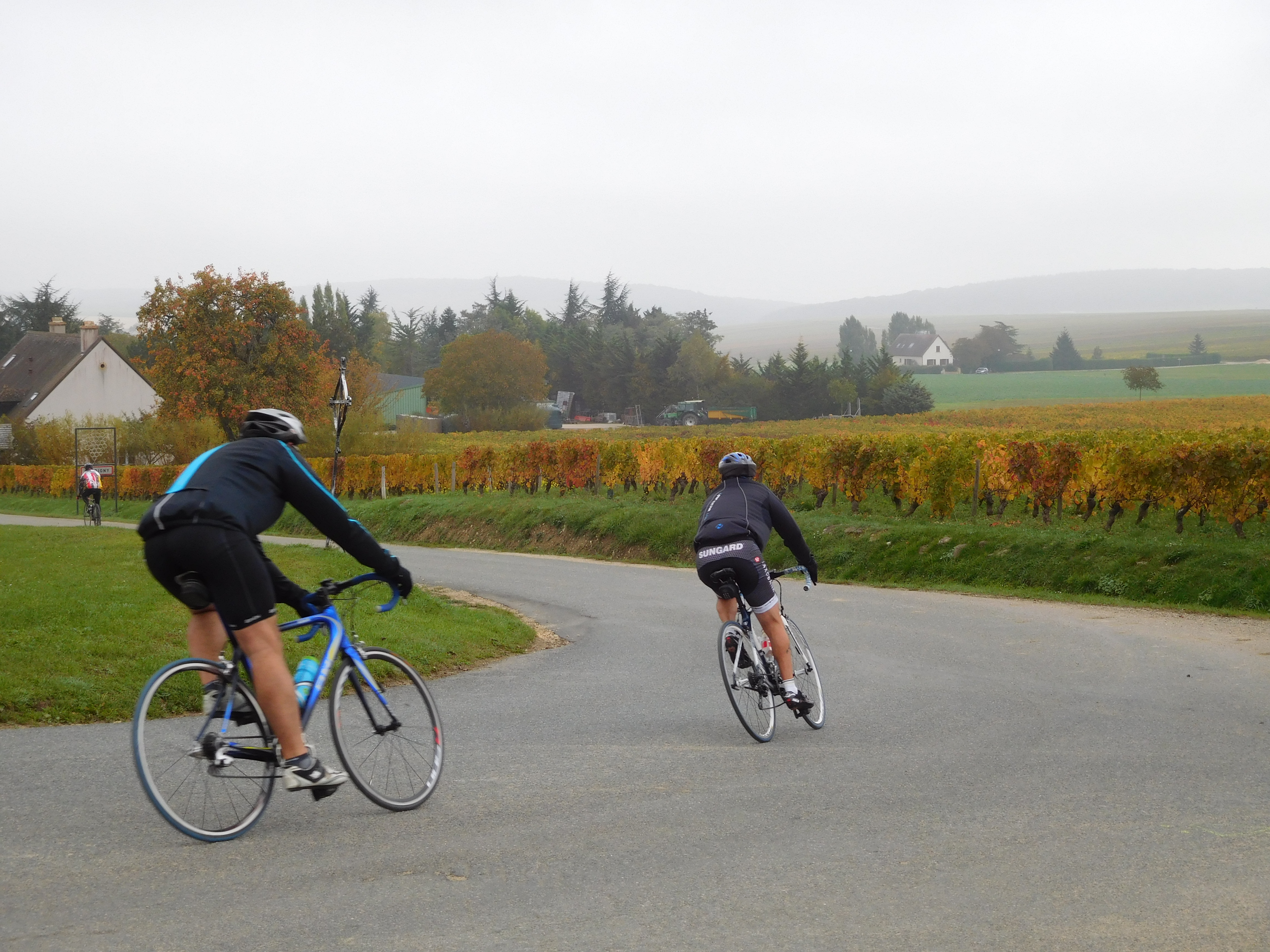
Lors du rallye des Vignobles 2015.

### Lieux et monuments
- Église paroissiale Saint-Pierre.
- Ancien moulin à vent.
- Caves de la Perrière.

### Cadre de vie
- Ville fleurie : une fleur attribuée par le Conseil national des Villes et Villages Fleuris de France au Concours des villes et villages fleuris.

## Héraldique
| Blason de Verdigny | Blason  | Écartelé: au 1) de sinople à une herse de labours d'or, au 2) de gueules à saint Vincent tenant dans sa dextre une palme et dans sa senestre une grappe de raisin d'or, au 3) de gueules à une chèvre arrêtée d'or, au 4e de sinople à une hotte de vigneron d'or ; au filet en croix combiné à une filière d'argent brochant sur la partition. |
| Blason de Verdigny | Détails | utilisé par la commune pour ces documents officiels 2008 |